# 위트레흐트

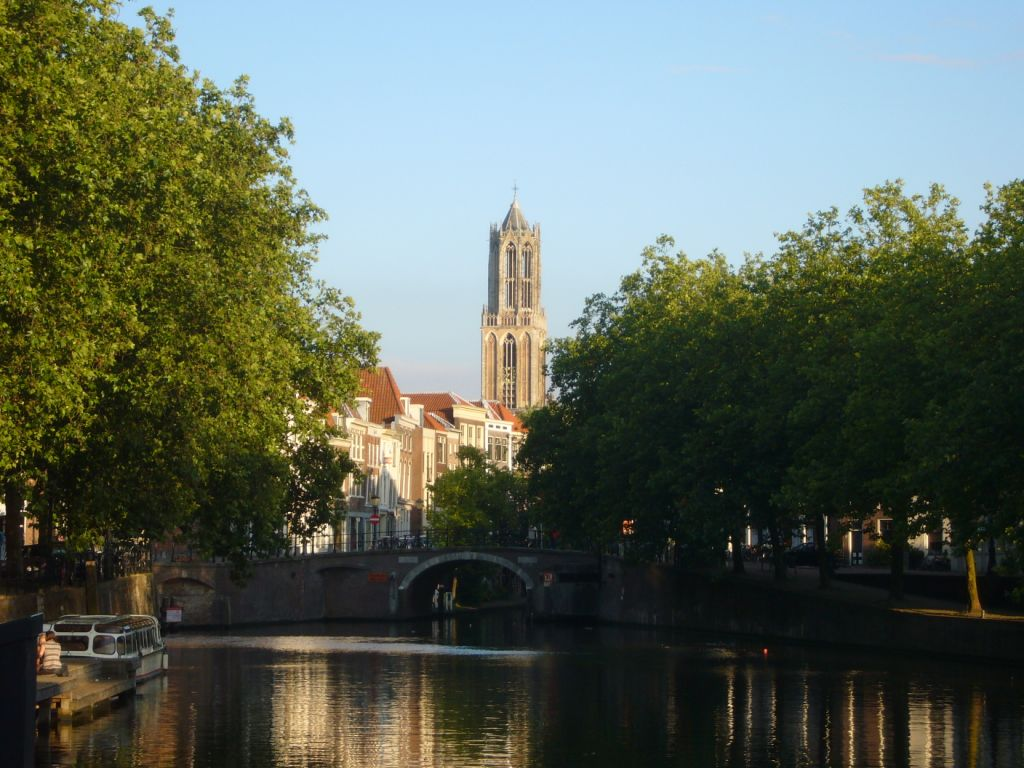
위트레흐트

위트레흐트(Utrecht)는 네덜란드 위트레흐트주의 주도로서 그 주에서 인구가 가장 많은 도시다. 2024년 현재 약 37만 명의 인구를 가지고 있어, 네덜란드에서 4번째로 큰 도시이기도 하다. 위트레흐트는 또한 네덜란드에서 가장 큰 대학교인 위트레흐트 대학교가 위치한 곳이기도 하다. 네덜란드 내에서 지리적으로 중심부에 위치하고 있어, 교통의 요지인 곳이기도 하며, 암스테르담에 이어 여러 문화 행사가 네덜란드 내에서 두 번째로 많이 열리는 곳이기도 하다. 위트레흐트 기차역은 상당한 규모를 자랑하고 있으며, 도시 중앙에는 Domkerk와 Domtoren가 위치해있다. 14세기에 지어진 Domtoren(돔 타워)는 그 높이가 무려 112.5미터이다.

## 역사

### 선사시대와 로마시대
현대 위트레흐트 주변 지역은 석기 시대로 거슬러 올라가는 인간 활동의 증거와 함께 선사 시대부터 사람이 거주해왔다. 서기 1세기에 로마인들이 이 지역에 도착했을 때 이곳은 이미 트라이엑툼으로 알려진 잘 정립된 정착지였다. 로마인들은 위트레흐트의 전략적 중요성을 인식하고 중요한 군사 전초기지이자 무역 중심지 역할을 하는 요새를 건설했다.

### 중세
로마 제국이 멸망한 뒤, 프랑크족의 지배를 받게 되었다. 이 정착지가 성장해 결국 위트레흐트 시가 되었으며 7세기에 역사 기록에 처음 언급되었다.
중세 시대에 위트레흐트는 네덜란드 공화국의 발전에 중요한 역할을 했다. 8세기에 위트레흐트 대주교구가 설립되면서 주요 종교 및 문화 중심지가 되었다. 도시의 대성당인 Domkerk는 13세기에 지어졌으며 네덜란드에서 가장 중요한 종교 유적지 중 하나가 되었다.
중세 시대에 위트레흐트는 무역과 상업의 중요한 중심지이기도 했다. 여러 주요 수로의 교차점에 있는 도시의 위치는 이 지역 전역의 상품 운송을 위한 허브가 되었다. 위트레흐트는 또한 17세기에 여러 수도원이 설립되고 위트레흐트 조약이 체결되면서 책 제작과 학문의 중심지로 거듭났다. 같은 시기 위트레흐트 대학교가 세워졌다.

### 네덜란드 공화국
16세기에 네덜란드는 스페인으로부터 독립을 선언했고 위트레흐트는 네덜란드 공화국의 중요한 중심지가 되었다. 외세의 침략으로부터 보호하기 위해 견고하게 요새화되었으며 80년 전쟁 동안 여러 주요 전투에서 중요한 역할을 수행했다.
네덜란드 황금기 동안 위트레흐트는 무역과 문화의 중심지로 번성했다. 도시의 운하가 확장되었고 건물은 화려한 정면과 복잡한 조각으로 장식되었다.

### 나폴레옹 시대
18세기 후반, 나폴레옹 보나파르트 휘하의 프랑스 혁명군이 네덜란드를 침공했고 위트레흐트는 프랑스의 지배를 받게 되었다. 도시의 요새가 파괴되었고 많은 문화재가 약탈당하거나 파괴되었다.
나폴레옹이 패배한 후 네덜란드는 군주제가 되었고 위트레흐트는 다시 한 번 네덜란드 문화와 정치의 중요한 중심지가 되었다. 도시의 인구는 19세기에 제조업과 교통의 중심지가 되면서 급속도로 증가했다.

### 현대
20세기에 위트레흐트는 계속해서 성장하고 발전했다. 이 도시는 금융 및 기술의 주요 중심지가 되었다. 위트레흐트는 또한 신조형주의을 비롯한 몇 가지 중요한 예술 운동을 확립하면서 현대 미술의 발전에 중요한 역할을 했다.

## 인구
위트레흐트는 네덜란드에서 네 번째로 큰 도시로, 2021년 기준 인구는 약 36만명이다.
네덜란드에서 가장 국제적인 도시 중 하나이며, 다양한 인종과 국적의 사람들이 살고 있다. 인구의 30%가 외국인이며, 이들은 대부분 유럽 다른 국가에서 온 이민자들이다. 주요 이민 국가는 터키, 모로코, 스페인, 이탈리아, 그리고 독일이다.
현재 네덜란드에서 가장 젊은 도시 중 하나이며, 인구의 약 20%가 20대로 추산된다. 또한, 대학교가 위치해 있어 학생 인구가 많다. 이들은 대부분 유럽 다른 지역에서 온 유학생이다. 노동 인구의 대부분은 서비스업, 상업 및 공업 분야에서 일하고 있다.

도시 인구는 계속해서 증가하고 있다. 인구 증가율은 네덜란드 평균보다 높은 수준이며, 이는 도시의 경제적인 성장과 유학 및 이민자의 유입에 기인한다.
| 연도 | 인구   | ±% p.a. |
| ---- | ------ | ------- |
| 1400 | 13,000 | —       |
| 1481 | 17,250 | +0.35%  |
| 1577 | 27,500 | +0.49%  |
| 1623 | 30,000 | +0.19%  |
| 1670 | 30,000 | +0.00%  |
| 1748 | 25,244 | −0.22%  |
| 1795 | 32,294 | +0.53%  |

| 연도 | 인구    | ±% p.a. |
| ---- | ------- | ------- |
| 1900 | 102,086 | +1.10%  |
| 1910 | 119,006 | +1.55%  |
| 1920 | 138,334 | +1.52%  |
| 1930 | 153,208 | +1.03%  |
| 1940 | 165,029 | +0.75%  |
| 1950 | 193,190 | +1.59%  |
| 1960 | 254,186 | +2.78%  |

| 연도 | 인구    | ±% p.a. |
| ---- | ------- | ------- |
| 1970 | 279,000 | +0.94%  |
| 1980 | 236,208 | −1.65%  |
| 1990 | 230,676 | −0.24%  |
| 2000 | 233,667 | +0.13%  |
| 2010 | 307,081 | +2.77%  |
| 2011 | 312,634 | +1.81%  |
| 2019 | 357,179 | +1.68%  |

## 기후
| 위트레흐트의 기후                                                                                  | 위트레흐트의 기후 | 위트레흐트의 기후 | 위트레흐트의 기후 | 위트레흐트의 기후 | 위트레흐트의 기후 | 위트레흐트의 기후 | 위트레흐트의 기후 | 위트레흐트의 기후 | 위트레흐트의 기후 | 위트레흐트의 기후 | 위트레흐트의 기후 | 위트레흐트의 기후 | 위트레흐트의 기후 |
| 월                                                                                                 | 1월               | 2월               | 3월               | 4월               | 5월               | 6월               | 7월               | 8월               | 9월               | 10월              | 11월              | 12월              | 연간              |
| -------------------------------------------------------------------------------------------------- | ----------------- | ----------------- | ----------------- | ----------------- | ----------------- | ----------------- | ----------------- | ----------------- | ----------------- | ----------------- | ----------------- | ----------------- | ----------------- |
| 역대 최고 기온 °C (°F)                                                                             | 15.1 (59.2)       | 18.9 (66.0)       | 23.9 (75.0)       | 28.9 (84.0)       | 33.6 (92.5)       | 36.8 (98.2)       | 37.5 (99.5)       | 35.3 (95.5)       | 34.2 (93.6)       | 26.7 (80.1)       | 18.7 (65.7)       | 15.3 (59.5)       | 37.5 (99.5)       |
| 일평균 최고 기온 °C (°F)                                                                           | 6.1 (43.0)        | 7.0 (44.6)        | 10.5 (50.9)       | 14.8 (58.6)       | 18.3 (64.9)       | 20.9 (69.6)       | 23.1 (73.6)       | 22.9 (73.2)       | 19.5 (67.1)       | 14.8 (58.6)       | 9.9 (49.8)        | 6.7 (44.1)        | 14.6 (58.3)       |
| 일일 평균 기온 °C (°F)                                                                             | 3.6 (38.5)        | 3.9 (39.0)        | 6.5 (43.7)        | 9.9 (49.8)        | 13.4 (56.1)       | 16.1 (61.0)       | 18.2 (64.8)       | 17.8 (64.0)       | 14.7 (58.5)       | 10.9 (51.6)       | 7.0 (44.6)        | 4.2 (39.6)        | 10.6 (51.1)       |
| 일평균 최저 기온 °C (°F)                                                                           | 0.9 (33.6)        | 0.7 (33.3)        | 2.4 (36.3)        | 4.5 (40.1)        | 8.0 (46.4)        | 10.8 (51.4)       | 13.0 (55.4)       | 12.5 (54.5)       | 10.0 (50.0)       | 7.1 (44.8)        | 3.9 (39.0)        | 1.6 (34.9)        | 6.3 (43.3)        |
| 역대 최저 기온 °C (°F)                                                                             | −24.8 (−12.6)     | −21.6 (−6.9)      | −14.4 (6.1)       | −6.6 (20.1)       | −3.7 (25.3)       | 0.2 (32.4)        | 3.2 (37.8)        | 3.8 (38.8)        | −0.7 (30.7)       | −7.8 (18.0)       | −14.4 (6.1)       | −16.6 (2.1)       | −24.8 (−12.6)     |
| 평균 강수량 mm (인치)                                                                              | 70.3 (2.77)       | 62.7 (2.47)       | 57.4 (2.26)       | 41.1 (1.62)       | 58.9 (2.32)       | 70.1 (2.76)       | 84.8 (3.34)       | 83.1 (3.27)       | 77.5 (3.05)       | 80.7 (3.18)       | 79.7 (3.14)       | 83.4 (3.28)       | 849.7 (33.45)     |
| 평균 강수일수 (≥ 1 mm)                                                                             | 12                | 10                | 11                | 9                 | 10                | 10                | 10                | 10                | 11                | 12                | 13                | 12                | 131               |
| 평균 강설일수                                                                                      | 6                 | 6                 | 4                 | 2                 | 0                 | 0                 | 0                 | 0                 | 0                 | 0                 | 2                 | 5                 | 25                |
| 평균 상대 습도 (%)                                                                                 | 87                | 84                | 81                | 75                | 75                | 76                | 77                | 79                | 84                | 86                | 89                | 89                | 82                |
| 평균 월간 일조시간                                                                                 | 66.6              | 89.6              | 139.4             | 189.2             | 217.5             | 207.1             | 213.9             | 196.3             | 152.8             | 119.3             | 67.4              | 55.5              | 1,714.6           |
| 출처: 네덜란드 왕립 기상연구소 (평년값: 1991년~2020년, 극값: 1901년~현재, 강설일수: 1971년~2000년) |                   |                   |                   |                   |                   |                   |                   |                   |                   |                   |                   |                   |                   |

## 자매 도시
- 체코 브르노
- 니카라과 레온
- 콩고 민주 공화국 킨샤사
- 독일 하노버